# NGC 490
NGC 490 ist eine linsenförmige Zwerggalaxie vom Hubble-Typ S0/a? im Sternbild Fische auf der Ekliptik. Sie ist schätzungsweise 103 Millionen Lichtjahre von der Milchstraße entfernt und hat einen Durchmesser von etwa 20.000 Lichtjahren. Sie ist Mitglied der 7 Galaxien zählenden NGC 488-Gruppe (LGG 21).

Im selben Himmelsareal befinden sich u. a. die Galaxien NGC 486, NGC 488, NGC 492, NGC 500.
Das Objekt wurde am 6. Dezember 1850 von dem irischen Astronomen Bindon Blood Stoney, einem Assistenten von William Parsons, entdeckt.